# سعفة اليد
سعفة اليد  (بالإنجليزية: Tinea Manuum أو Tinea manus)‏
 هو مرض فطري معدي يصيب اليد الواحدة أو الاثنتين معاً. وهو أقل شيوعاً وانتشاراً من سعفة القدم ،وقد يَصعُب تشخيصها كثيراً لأنها تتشابه مع أعراض أمراض أخرى.

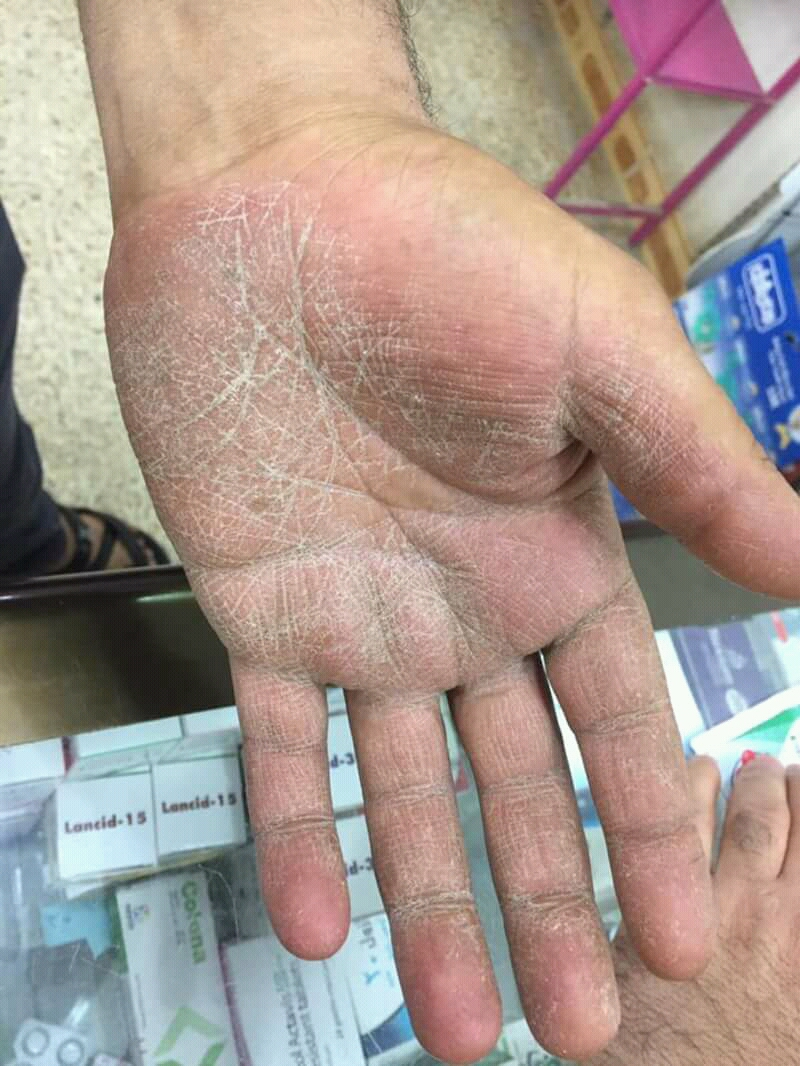

## كيفية التشخيص
يتم التحقق من التشخيص بواسطة الفحص المجهري أو بزراعة عينة مقشوطة من الجلد المتأثر بالعدوى

## كيفية انتقال المرض
ينتقل المرض بعدة طرق منها
- عن طريق التلامس مع أشخاص مصابين
- عن طريق الحيوانات، الأشخاص الذين يتعاملون مع الحيوانات أكثر الناس معرضين للإصابة.
- عن طريق الاستحمام في أماكن عامة غير معقمة.

## الأعراض
- حكة واحمرار في المنطقة المصابة.
- تقشر المنطقة المصابة.

## العلاج
لعلاج سعفة اليد
- العلاج الموضعي استخدام المضادات الفطرية مثل كلوتريمازول
- العلاج الفموي استخدام غريسيوفولفين أو كيتوكينازول